# Seesen
Seesen is een stadje in de Noord-Duitse deelstaat Nedersaksen, gelegen in het Landkreis Goslar, aan de noordwestrand van de Harz. Het is een selbständige Gemeinde.
De gemeente Seesen telt 19.111 inwoners.

## Stadsdelen
De gemeente bestaat uit de stad Seesen en negen omliggende dorpen en gehuchten. Dit zijn:
- Bilderlahe (4 km W,[2] aan de A7)
- Bornhausen (4 km N, aan de B 243)
- Engelade (3 km ZW, en direct ten Z van Bilderlahe)
- Herrhausen am Harz (3 km Z)
- Ildehausen (7 km Z, en 3 km ten W van Münchehof)
- Kirchberg (direct ten W van Münchehof)
- Mechtshausen (afgelegen, ten W van de Nette, 3 km ten ZZW van Rhüden)
- Münchehof (5 km Z) en
- Rhüden (8 km N, aan de A7 en de B 82; oorspronkelijk bestaande uit de tweelingdorpen Groß- en Klein-Rhüden).

### Bevolkingscijfers
Per 30 juni 2018 heeft de Landkreis Goslar de volgende bevolkingscijfers inzake de gemeente Seesen gepubliceerd:
- Kernstadt Seesen: 10.794
- Bilderlahe: 467 inclusief Adenhausen en Burg
- Bornhausen: 1.013 incl. Klingenhagen
- Engelade: 595
- Herrhausen am Harz: 725
- Ildehausen: 710
- Kirchberg: 531
- Mechtshausen: 371
- Münchehof: 1.525, incl. het om zijn kasteelruïne bekende Stauffenburg en Fürstenhagen
- Rhüden: 2.719.

## Ligging en infrastructuur

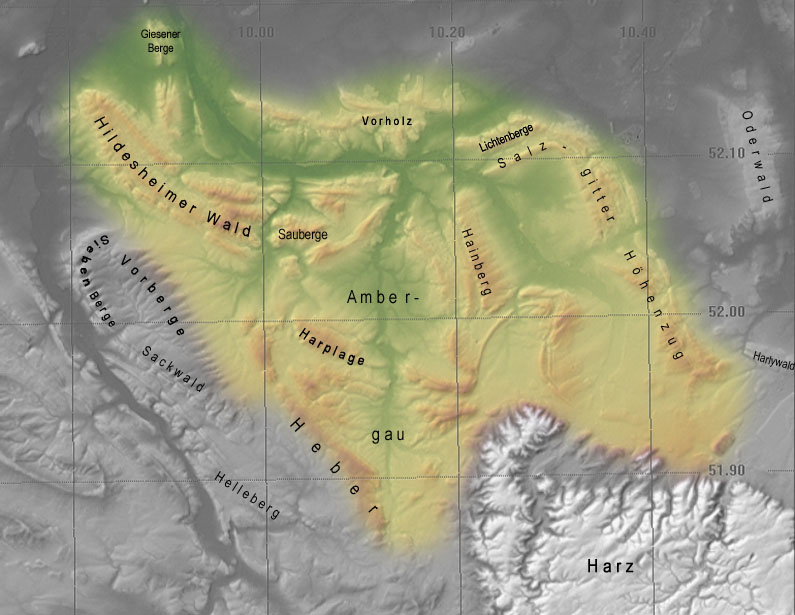
De Ambergau en de heuvelruggen daaromheen
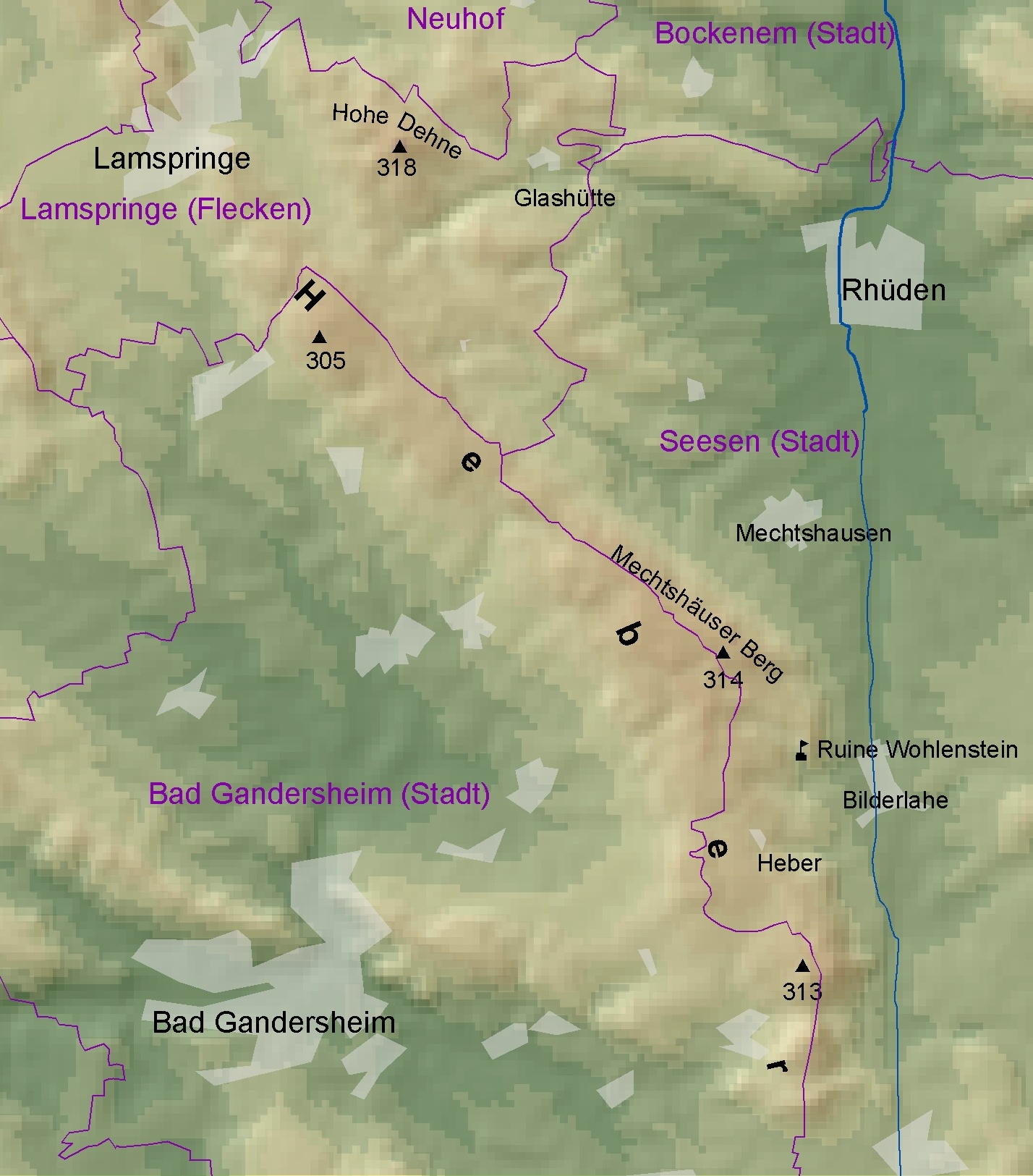
De heuvelrug Heber. De blauwe streep rechts is het Z->N stromende riviertje de Nette.

De gemeente ligt aan de noordwestkant van het Harzgebergte en ten zuiden van de oude gouw Ambergau. Door het westen van de gemeente, o.a. langs Rhüden, stroomt het riviertje de Nette, dat te Bornhausen ontspringt. Ten noorden en westen van Seesen liggen enkele 250-300 meter hoge heuvelruggen, die gedeeltelijk met fraai bos bedekt zijn. Eén daarvan, ten westen van Seesen, draagt de naam Heber.

### Buurgemeentes
- In het noorden: Bockenem
- In het noordwesten: Lamspringe, beide in de Landkreis Hildesheim
- In het noordoosten: Langelsheim
- In het oosten: Harz (gemeentevrij gebied, Landkreis Goslar), en verder oostelijk Clausthal-Zellerfeld
- In het zuiden: Bad Grund met het mijnbouwdorp Gittelde, in de Landkreis Göttingen
- In het zuidwesten: Kalefeld
- In het westen: Bad Gandersheim, beide in de Landkreis Northeim.

### Wegverkeer
Het dal van de Nette is van oudsher een verkeersroute. Er loopt o.a. de Autobahn A7 doorheen (afrit 67 naar Seesen-stad), terwijl de Bundesstraße 82 vanuit Goslar in het oosten te Rhüden bij afrit 66 op deze A7 uitkomt.
Ook de B243 (zuidwaarts naar Osterode am Harz, en noordwaarts naar Hildesheim), de B248 (Engelade-Northeim, zuidwaarts), de B242 (van Engelade zuidoostwaarts naar Clausthal-Zellerfeld) en de B64 (vanaf Engelade westwaarts naar Bad Gandersheim) lopen door de gemeente heen.

### Openbaar vervoer

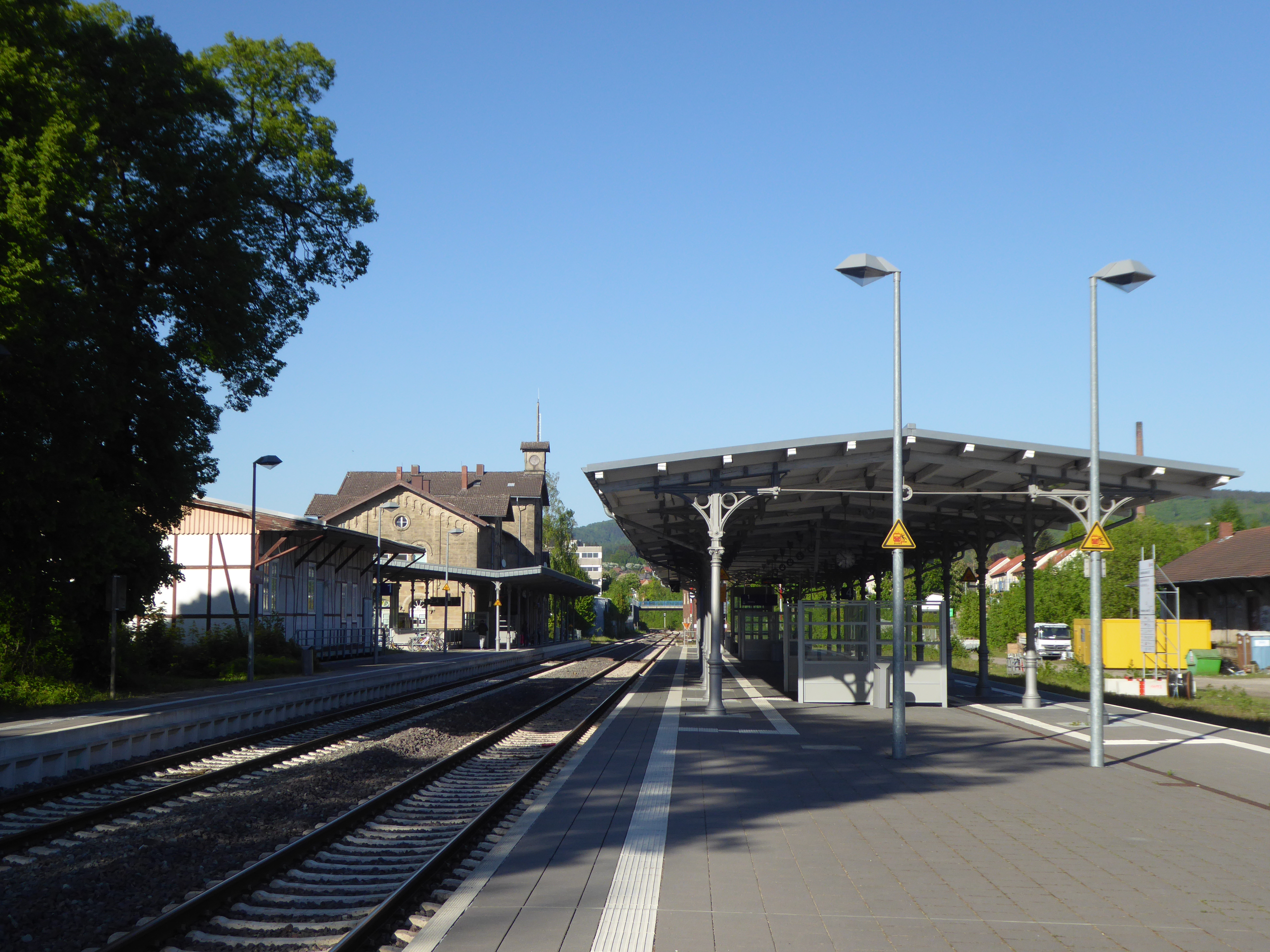
Station Seesen
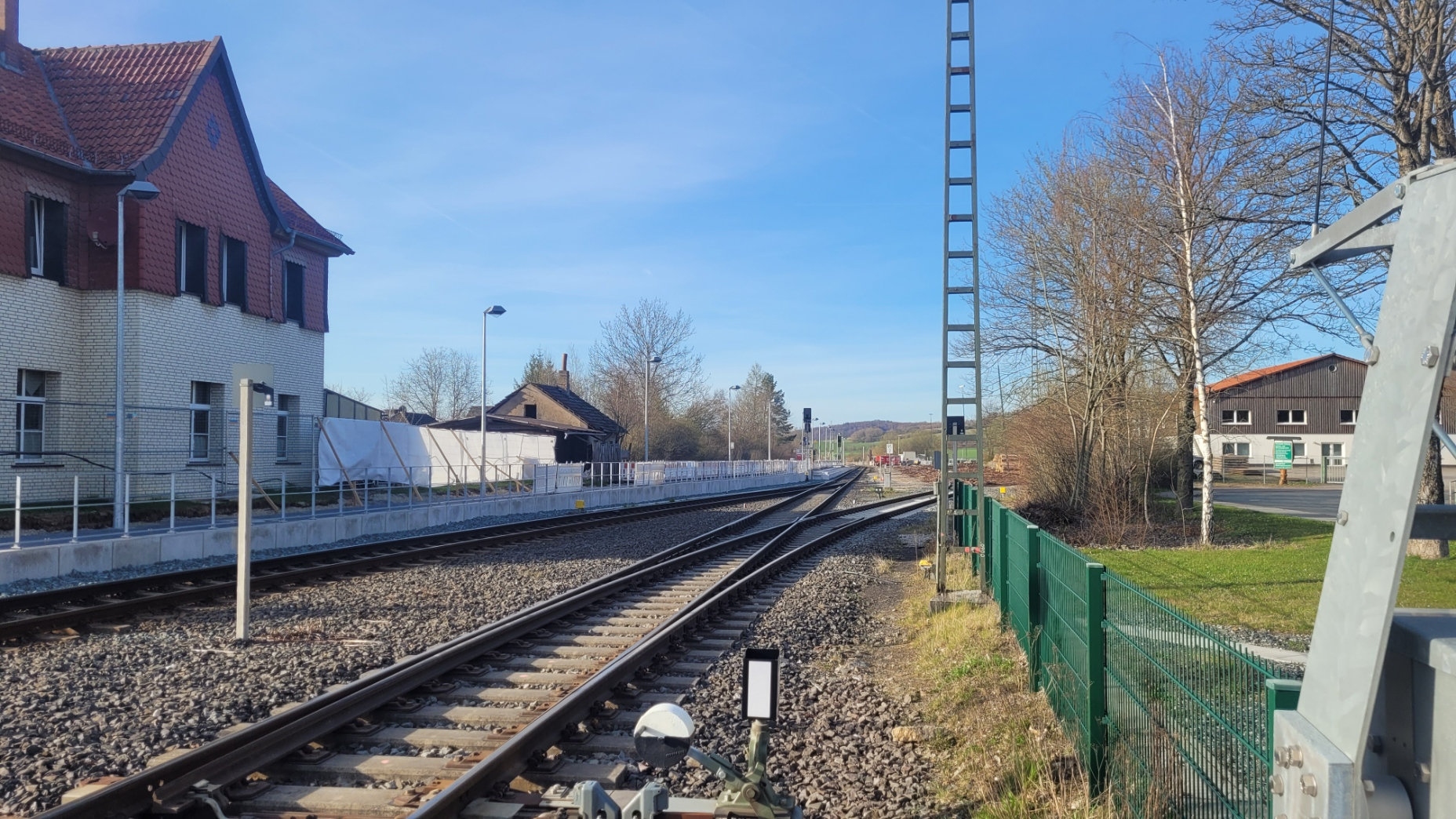
Station Münchehof tijdens de renovatie van 2022

Station Seesen is van oudsher een knooppunt van, meest kleine, regionale spoorlijnen. Ook het ten zuiden van de stad gelegen Münchehof heeft een station.
De volgende spoorlijnen doen Station Seesen aan:
- Spoorlijn Seesen - Herzberg (stopt ook in Münchehof)
- Spoorlijn Kreiensen - Seesen - Goslar

De spoorlijn Derneburg - Seesen is in 1990 stilgelegd. Het baanvak Bornhausen-Rhüden heeft plaatsgemaakt voor een fietspad.

## Economie
Na de aanleg van het spoor in 1856 werd Seesen een industriestad. Veel industrie is gevestigd in het 5 km zuidelijk gelegen dorp Münchehof. Ook het toerisme vormt een bron van inkomsten. De ligging aan de Harz en de goede bereikbaarheid (snelweg A7 en het spoor) maken de plaats tot Poort van de Harz en dus aantrekkelijk voor logistieke bedrijven.
Vanaf 1896 was in de stad een conservenindustrie, Sonnen Bassermann, met twee fabrieken te Seesen actief. De ene maakte soep in blik, de andere producten met noedels. Het was een van de eerste bedrijven in de geschiedenis, die levensmiddelen in conservenblikken verpakt leverde. De fabriek is- kleinschaliger- nog in bedrijf te Frechen en behoorde in 2020 tot het Nederlandse concern Zwanenberg Food Group. De bedrijfslocaties te Seesen huisvesten thans talrijke ondernemingen van het midden- en kleinbedrijf, alsmede twee middelgrote fabrieken van conservenblikken.

## Geschiedenis

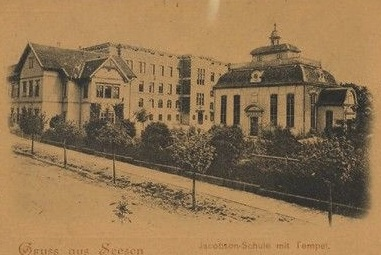
Jacobson-school en liberale synagoge Jacobstempel. Foto uit 1900.

Seesen wordt voor het eerst genoemd in een document van keizer Otto II uit 974 en heeft stadsrechten verkregen in 1428. In de middeleeuwen heette het Sehusa, wat in modern Duits Seehausen, nederzetting aan een meer zou hebben betekend. Inderdaad heeft in de middeleeuwen bij Sehusa een meertje gelegen. Eeuwenlang lag Seesen in het Vorstendom Brunswijk-Wolfenbüttel, waarvan de heren de stad door verschillende lokale heren lieten besturen. Zie voor de geschiedenis van kasteel Stauffenberg onder Münchehof.
Doordat het Prinsbisdom Hildesheim ook gebied dichtbij Seesen had, kwam het nogal eens tot grensgeschillen, o.a. tijdens de Hildesheimse Stichtsoorlog in het begin van de 16e eeuw; in 1522 werd Seesen tijdens dit conflict platgebrand. Tijdens de Dertigjarige Oorlog (1618-1648) gebeurde dit opnieuw.
De opvallend brede wegen in het centrum dateren uit het eind van de 17e eeuw, toen de hertog van Braunschweig beval om extra ruimte tussen de huizenrijen open te laten om te verhinderen dat de veelvuldig voorkomende branden zouden overspringen. Door de stadsbranden zijn er weinig gebouwen bewaard gebleven van voor de 17e eeuw.
Vanaf ongeveer 1800 kende Seesen een joodse gemeente, met vanaf 1810 onder andere een eigen synagoge van het liberaal jodendom, en scholen, waar zowel Joodse als niet-Joodse kinderen en jongeren werden toegelaten. Vanaf 1938, toen het godshuis door brandstichting in de Kristallnacht verloren ging, werden de Joden door de nazi's in het Derde Rijk vervolgd en in de Holocaust uitgemoord.
In 1886 werd in Seesen de Harzclub opgericht, een vereniging met 90 afdelingen en 16.000 leden die zich toelegt op het onderhouden van wandelpaden in de Harz en het in stand houden van Harzer gebruiken en rituelen.

## Belangrijke en bezienswaardige gebouwen
- Het oudste gebouw is de St. Vitustoren uit de 13e of 14e eeuw. De bijbehorende kerk werd in 1840 afgebroken.
- De functie van de St. Vituskerk was al lang overgenomen door de in 1702 ingewijde St. Andreaskerk. Deze kerk was als hofkerk gebouwd door de hertog van Braunschweig, maar werd in het inwijdingsjaar aan de stad geschonken. De St. Andreaskerk heeft grote galerijen over twee verdiepingen, een preekstoel boven het altaar en een zeer goede akoestiek.
- De oudste delen van de burcht Sehusa (1592) dateren uit de 13e eeuw. Het kasteel heeft 1,25 tot 2,75 meter dikke muren en herbergt tegenwoordig het Amtsgericht.
- Aan de noordwestelijke rand van het centrum ligt in een fraai park het 18e-eeuwse voormalige jachtslot van Seesen. Dit gebouw herbergt het plaatselijke streekmuseum (Museum Seesen). Belangrijk in de veelzijdige collectie van dit museum zijn de afdelingen, die gewijd zijn aan Israel Jacobson en de liberaal-joodse gemeente, die van 1801-1938 te Seesen bestond, en aan de pianobouwersfamilie Steinweg/Steinway.

## Sport en recreatie
Deze plaats is gelegen aan de Europese wandelroute E11, die loopt van Den Haag naar het oosten, op dit moment tot de grens Polen/Litouwen.
Een ruim 14 km lange wandelroute door de Harz van Wolfshagen, gemeente Langelsheim langs de Innerste-Stausee naar Seesen draagt de naam Steinway-Trail en herinnert aan Heinrich Engelhard Steinweg. Ze loopt gedeeltelijk door het schilderachtige dal van het beekje Schildau, direct ten oosten van Seesen.

## Afbeeldingen

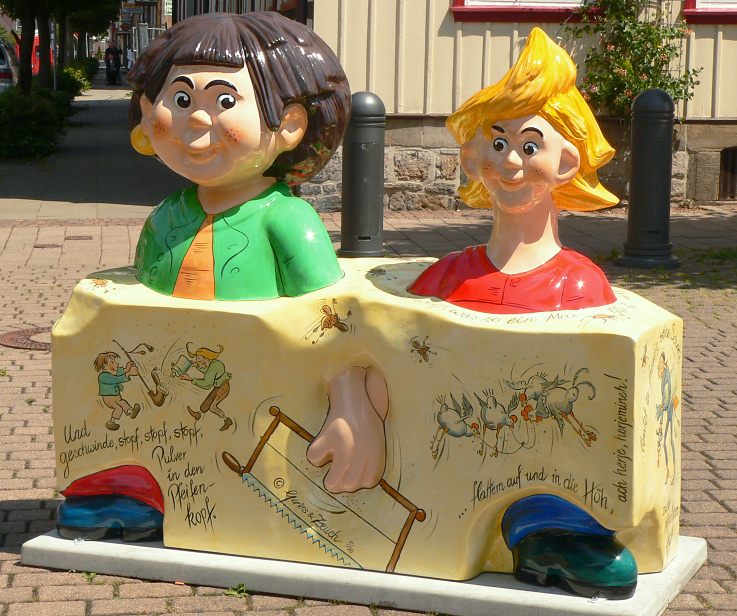
Max en Moritz-plastiek, Seesen
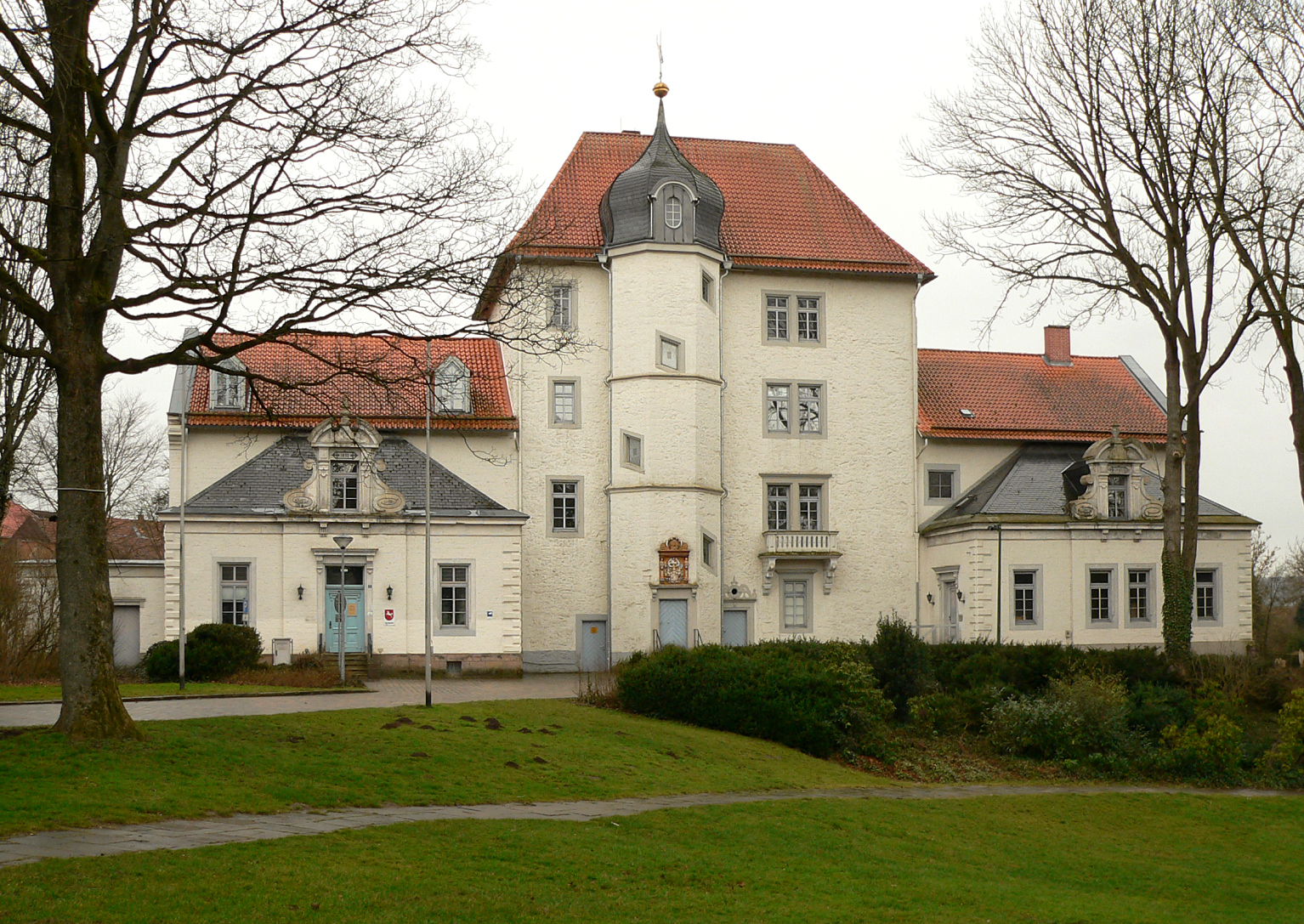
Voormalig kasteel Burg Sehusa
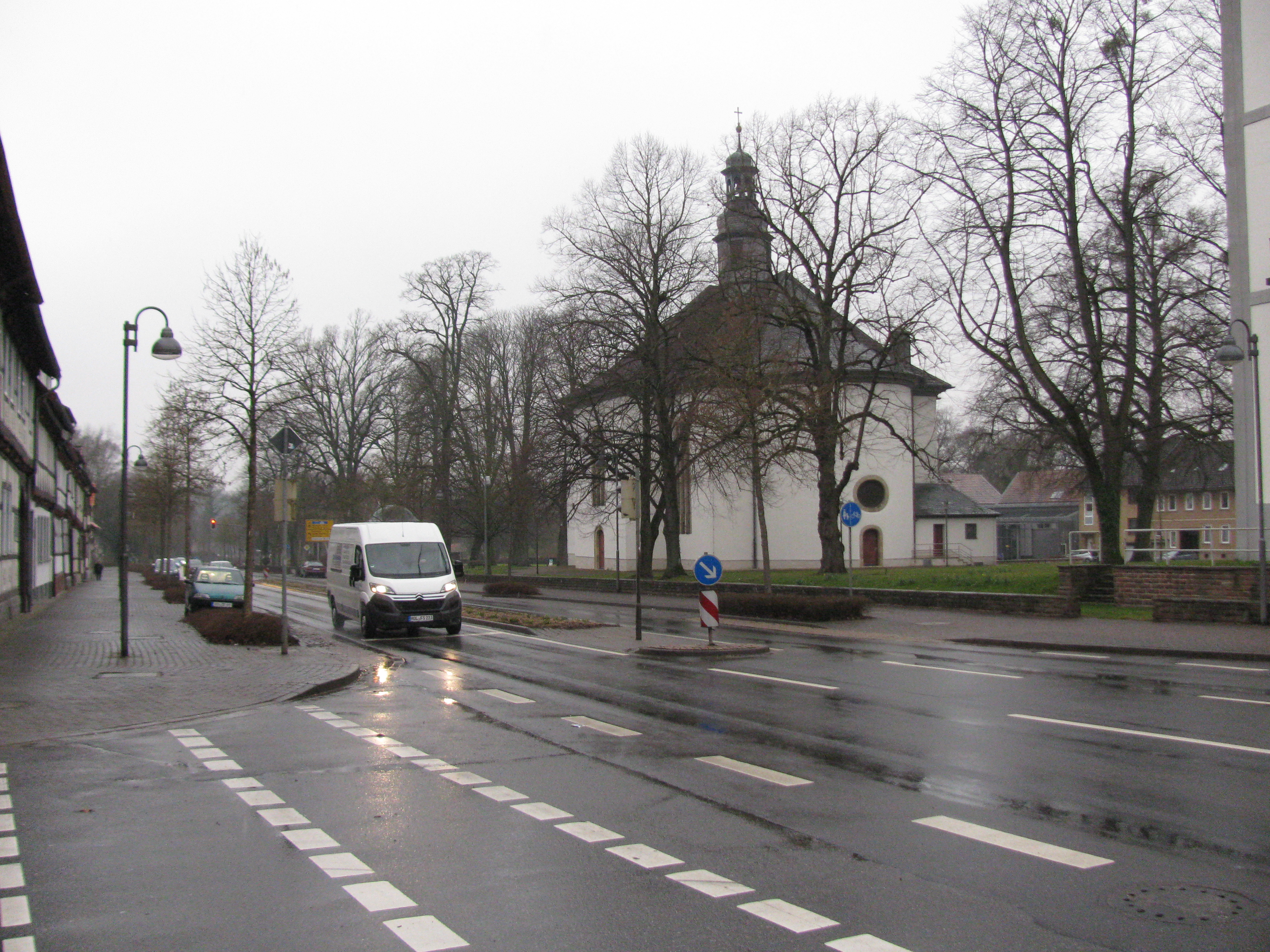
Evang. lutherse St. Andreaskerk
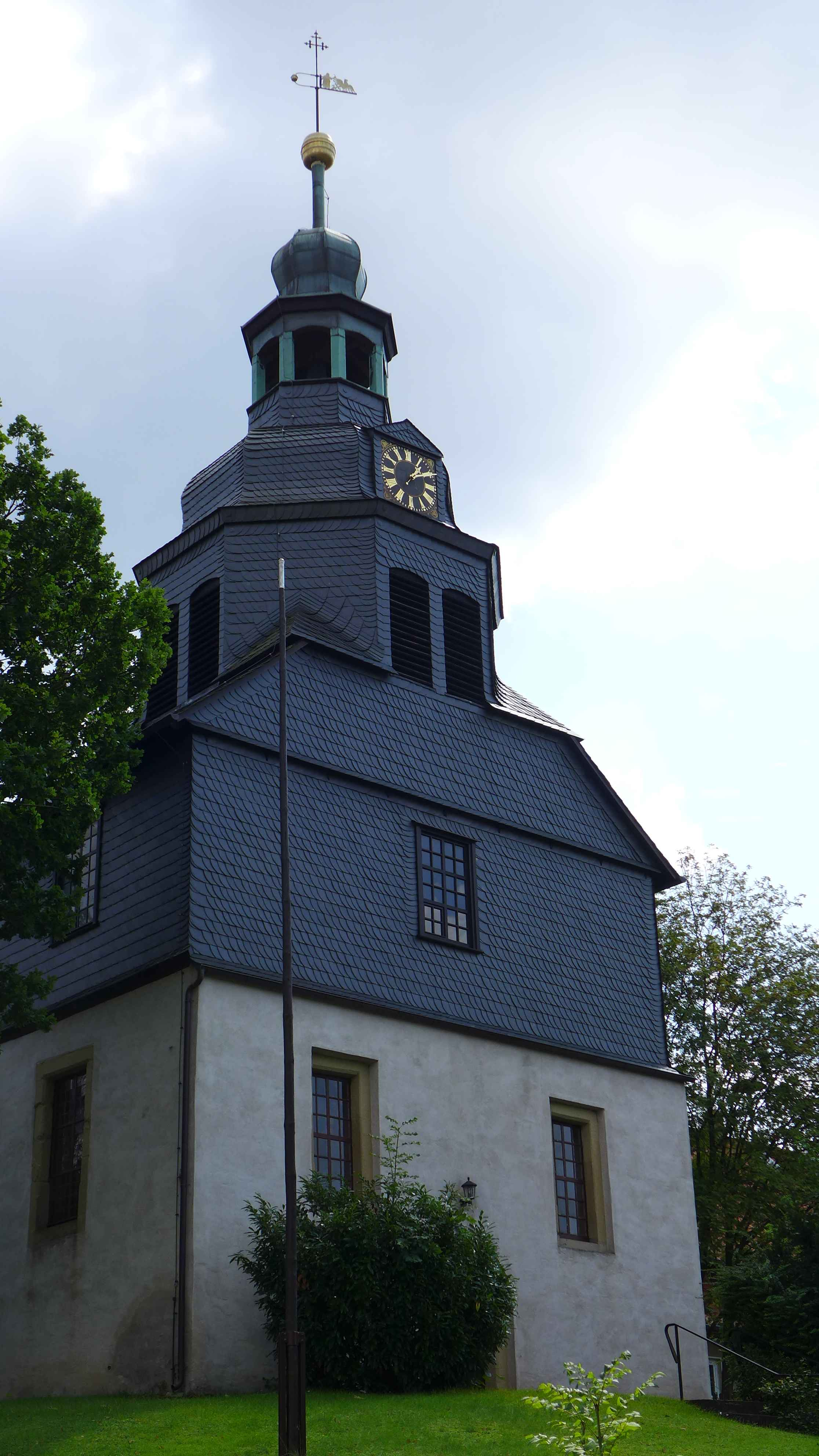
Ildehausen, evang.-lutherse kerk St. Jan (1650; met bezienswaardig altaarstuk uit 1690)
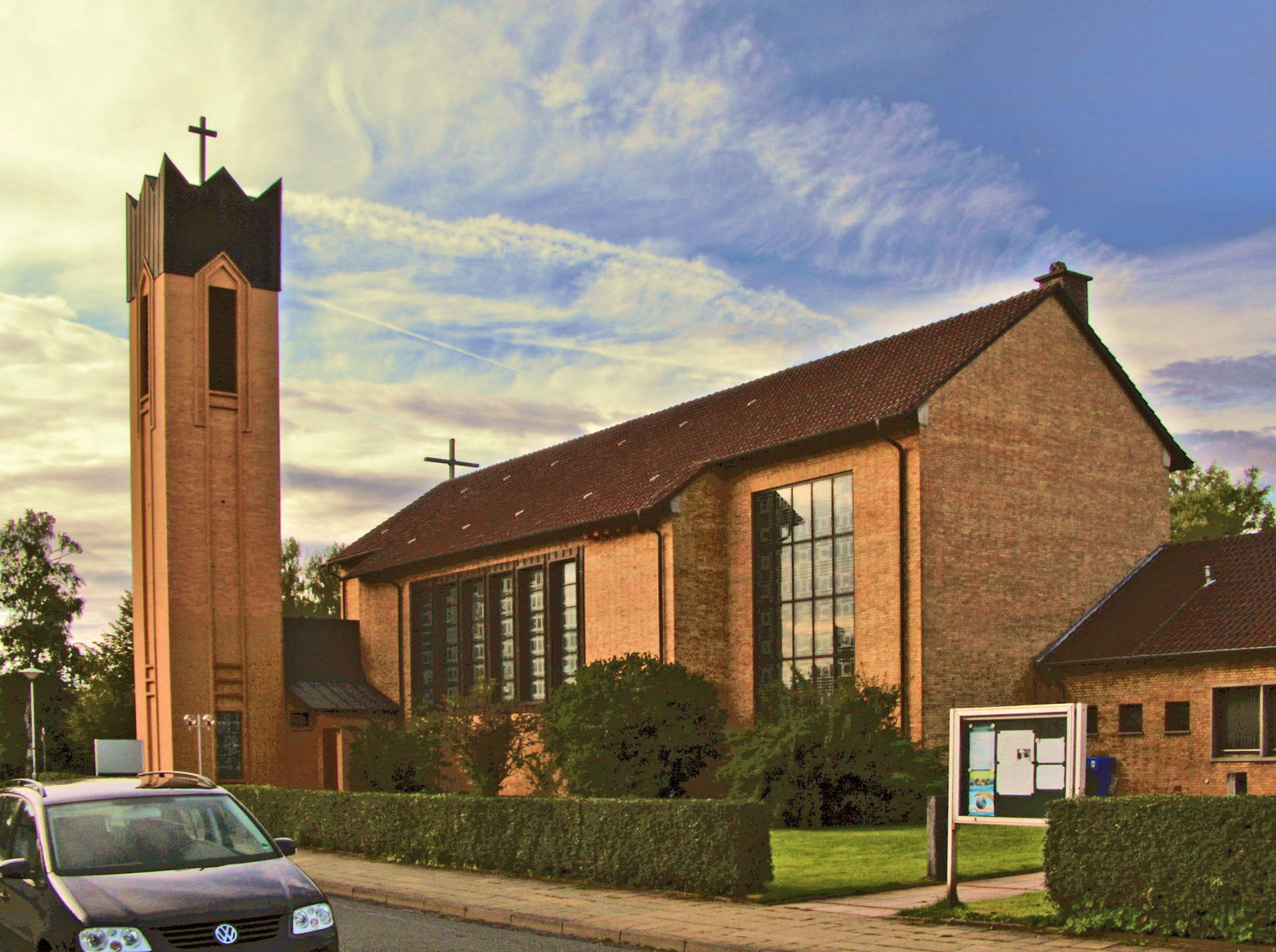
R.K. kerk te Seesen Maria Königin (1956)
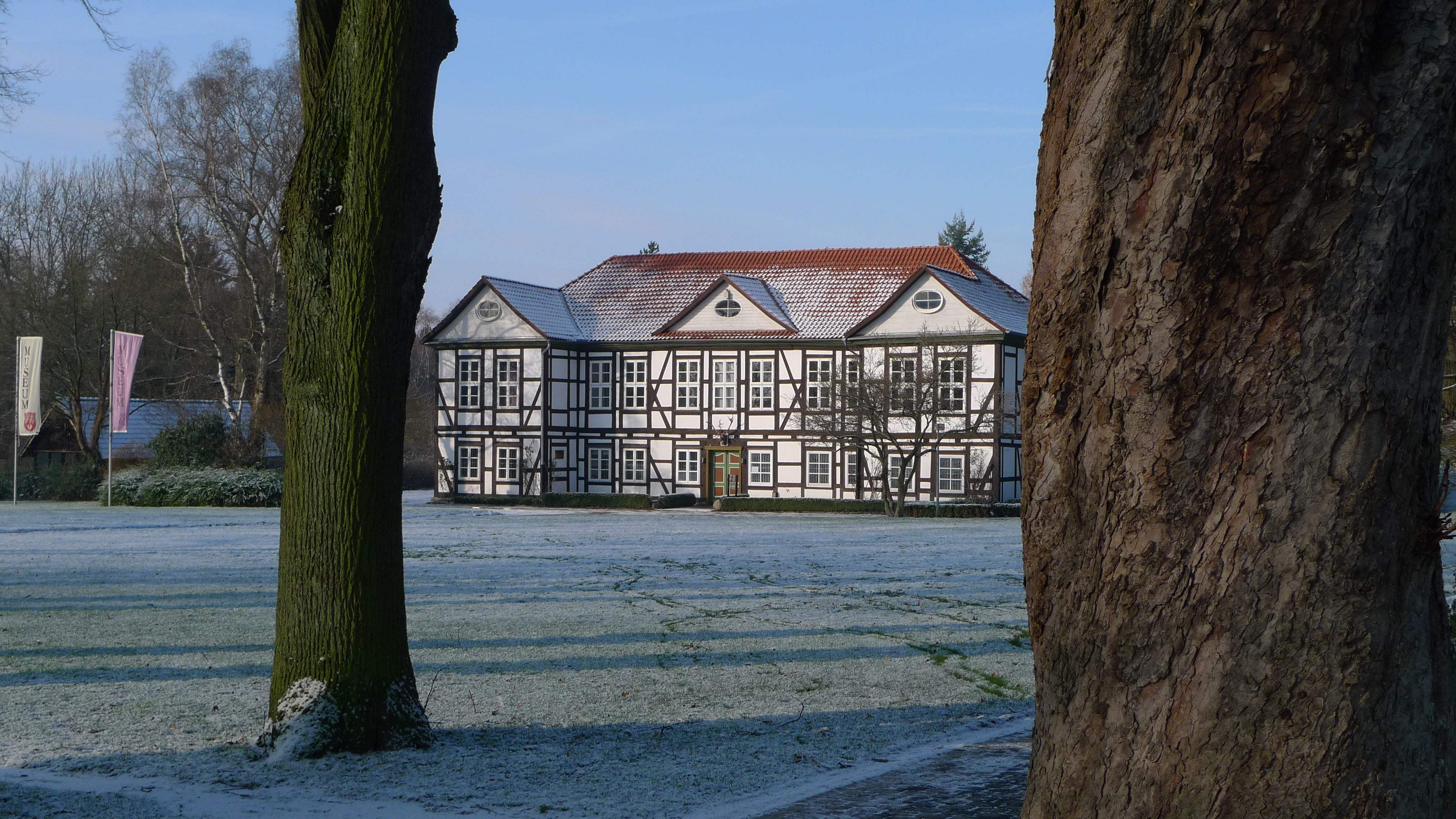
V.m. jachtslot Seesen, streekmuseum
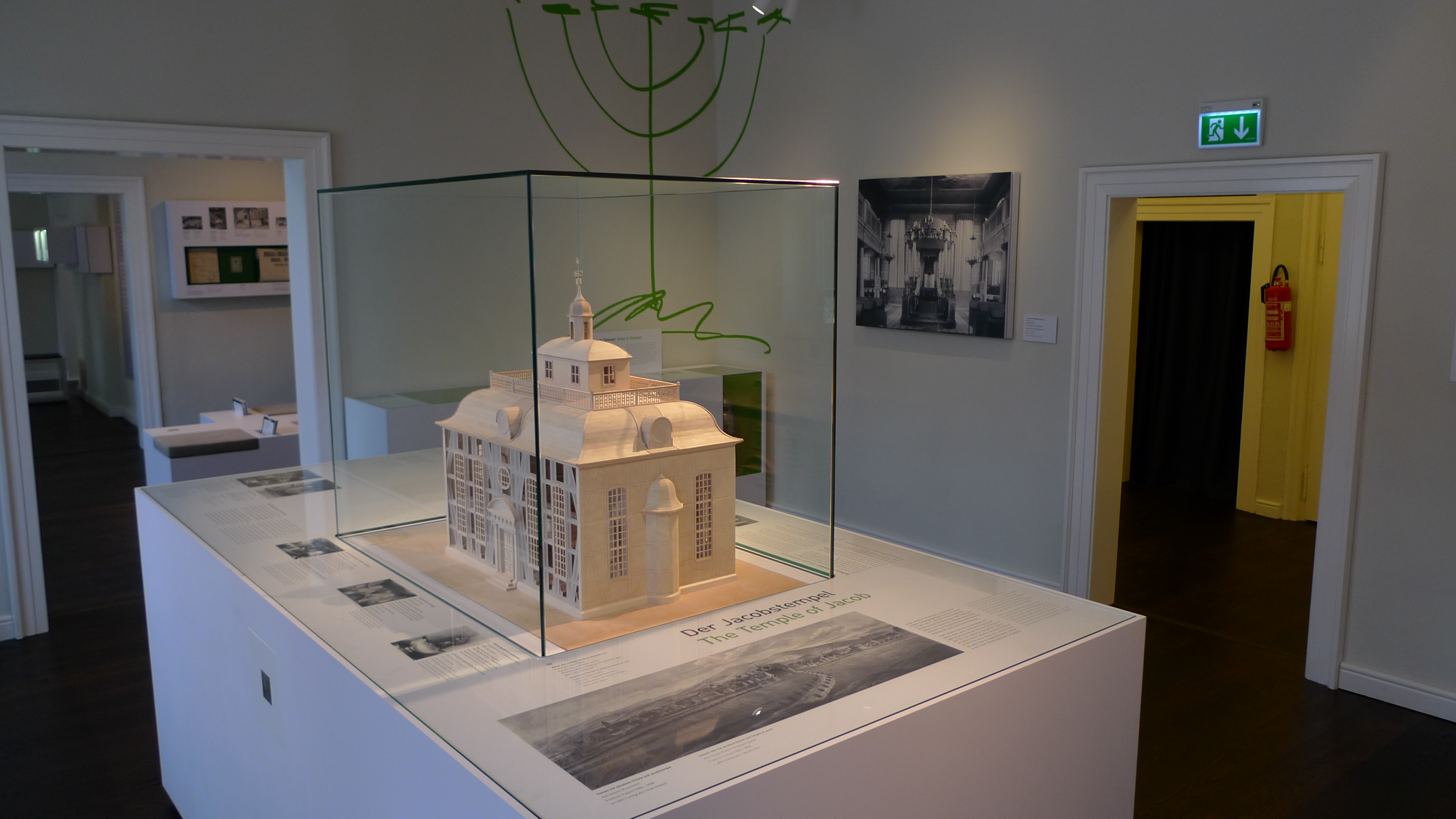
Maquette van de liberaal-joodse Jacobstempel in dit museum
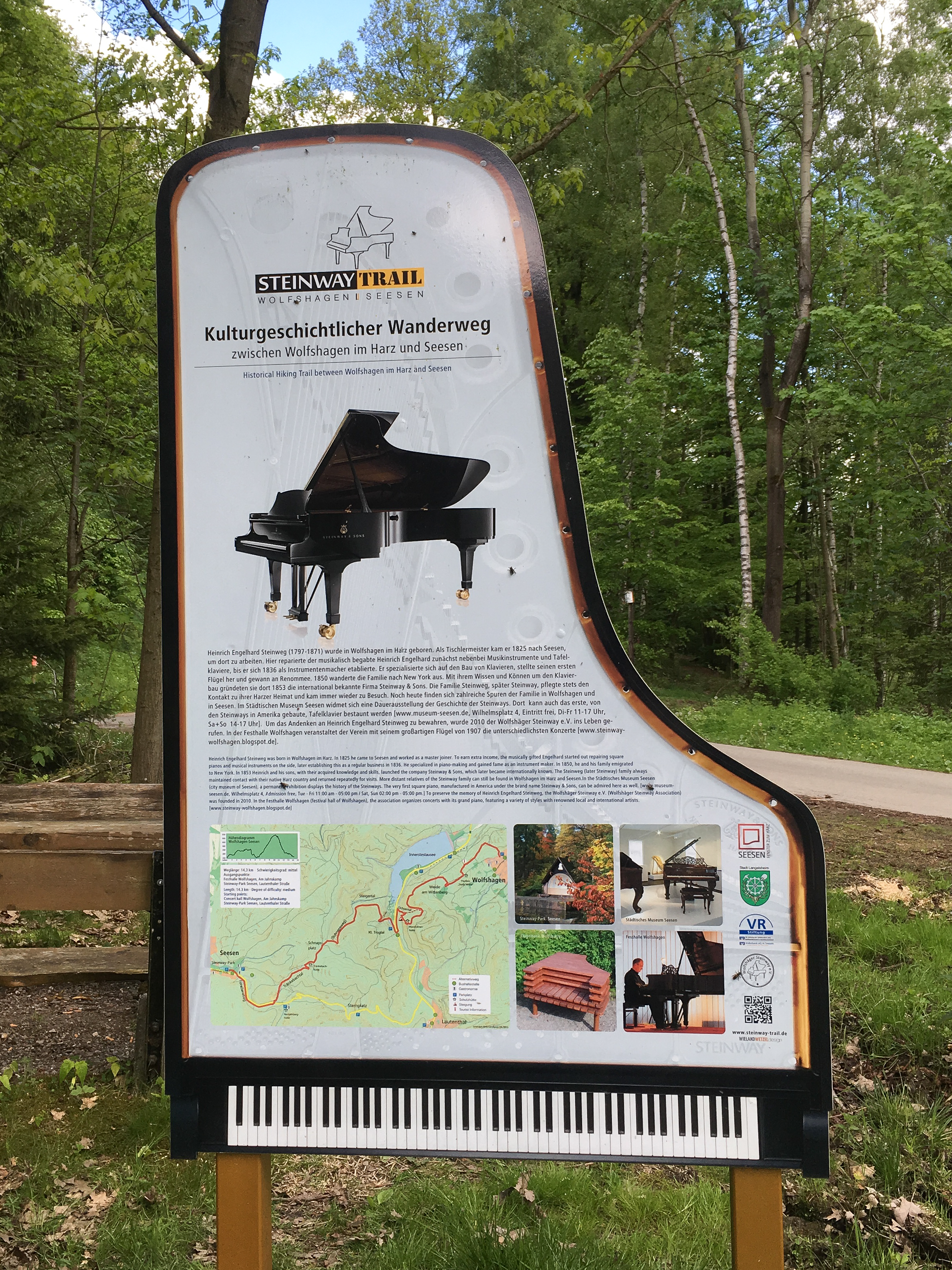
Informatiepaneel Steinway-Trail

## Belangrijke personen in relatie tot de gemeente

### Geboren
- (Christian Friedrich) Theodor Steinweg (* 6 november 1825 in Seesen; † 26 maart 1889 in Braunschweig) pianobouwer en -handelaar, verbeterde in samenwerking met zijn geëmigreerde vader Heinrich Engelhard (zie hierna), in wiens nabijheid hij van 1865-1880 woonde, het ontwerp van vleugels.
- William Steinway, geboren als Wilhelm Steinweg, een broer van de voorgaande, (* 5 maart 1835 in Seesen; † 30 november 1896 in New York), pianobouwer, succesvol ondernemer (hij zette de onderneming van zijn vader voort) en filantroop.

### Overigen
- Israel Jacobson (tot 1808 Isrel ben Jacob; geboren op 17 oktober 1768 in Halberstadt; overleden op 14 september 1828 in Berlijn), Joods ondernemer en bankier. Hij geldt als een van de stichters van het liberaal jodendom in Duitsland, en woonde van 1801-1813 te Seesen, waar hij scholen oprichtte en de liberaal-joodse synagoge stichtte, wellicht de eerste ter wereld.
- Louis Spohr (eigenlijk: Ludewig Spohr) (Braunschweig, 5 april 1784 – Kassel, 22 oktober 1859) was een Duitse componist, violist (vioolvirtuoos), muziekpedagoog, musicoloog en dirigent. Als kind woonde hij te Seesen.
- Heinrich Engelhard Steinweg (* 22 februari 1797 in Wolfshagen im Harz; † 7 februari 1871 in New York; ook genaamd: Heinrich Engelhardt Steinweg of in het Engels: Henry E. Steinway, muziekinstrumentenbouwer, oprichter van Steinway & Sons in New York. Hij had van 1825-1850 een werkplaats te Seesen en emigreerde in 1850 naar de Verenigde Staten.
- Wilhelm Busch, tekenaar en cartoonist, overleed in 1908 te Mechtshausen, gem. Seesen
- Heinz Fiebig (Zabrze, 23 maart 1897 – Seesen, 30 maart 1964), Duits officier tijdens de Tweede Wereldoorlog.

## Partnergemeentes
Seesen onderhoudt jumelages met:
- Wantage, Engeland, sedert 7 november 1978
- Carpentras, Frankrijk, sedert 10 juni 1993
- Montecorvino Rovella, Italië, sedert 14 juli 2006
- Thale, voormalige DDR, sedert 24 maart 1990
- Rauna, Letland, sedert 1993.